# فیلیپ تاگ
فیلیپس تاگ (انگلیسی: Philip Tagg؛ زادهٔ ۲۲ فوریهٔ ۱۹۴۴) موسیقیدان، نویسنده و مربی انگلیسیاست. وی یکی از بنیانگذاران انجمن بین‌المللی مطالعه موسیقی پاپ و همچنین نویسنده چندین اثر تأثیرگذار در رابطه با موسیقی پاپ و موسیقی‌شناسی می‌باشد.

## زندگی‌نامه
تاگ در سا ل ۱۹۶۲–۱۹۵۷ در مدرسه کمبریج درس خواند. سپس تحصیلات خود را در زمینه موسیقی در دانشگاه کمبریج و منچستر به پایان رساند. وی در همان اولین سال‌ها، موفقیت‌هایی در زمینه ساخت آهنگ‌هایی برای گروه کر داشت. در حال حاضر او استاد موسیقی در دانشگاه لیدز بکت و سالفورد در انگلیس می‌باشد.

## تجزیه و تحلیل موسیقی
تاگ در زمینه تجزیه و تحلیل موسیقی به عنوان یکی از بهترین‌ها شناخته شده‌است. او تجزیه و تحلیل خود را با استفاده از قطعات موسیقی عامه پسند که همان موسیقی پاپ نامگذاری شده، انجام می‌دهد و بر اهمیت پارامترهای غیرقابل درک که موسیقی بر جهان امروزی تأثیر دارد، تأکید می‌کند.

## جوایز
ژوئن ۲۰۱۴ وی جایزه مؤسسه بین‌المللی نمادشناسی در کنفرانس کاوناس در لیتوانی را از آن خود کرد.